# Barrage de Syncrude Tailings
Le barrage de Syncrude Tailings ou Mildred Lake Settling Basin (MLSB) est un bassin de décantation situé à proximité de la zone d'extraction de sables bitumineux de Mildred Lake, dans le dépôt de l'Athabasca en Alberta au Canada. Par le volume de matériaux employés, c'est le plus grand barrage au monde.